# Трисвинецпенталютеций
Трисвинецпенталютеций — бинарное неорганическое соединение
лютеция и свинца
с формулой Lu5Pb3,
кристаллы.

## Получение
- Сплавление стехиометрических количеств чистых веществ:

{\displaystyle {\mathsf {5Lu+3Pb\ {\xrightarrow {1695^{o}C}}\ Lu_{5}Pb_{3}}}}

## Физические свойства
Трисвинецпенталютеций образует кристаллы
гексагональной сингонии, пространственная группа P 63/mcm, параметры ячейки a = 0,8764 нм, c = 0,6419 нм, Z = 2,
структура типа трисилицида пентамарганца Mn5Si3
.
Соединение конгруэнтно плавится при температуре 1695 °C.